# Vivian Wilson
Vivian Jenna Wilson (2004. április 15. –) dél-afrikai és kanadai származású amerikai közösségi média személyiség, Elon és Justine Musk legidősebb gyermeke, egyetlen lánya. 2025-ben szerepelt a Teen Vogue-ban.

## Fiatalkora
Wilson szervezeten kívüli megtermékenyítés (IVF) módszerrel született, elmondása szerint apja ennek a folyamatnak kifejezetten olyan típusát választotta, amellyel biztosra mehetett, hogy csak fia lesz. Kijelentette, hogy Musk gyakran nem volt élete része, „hűvös”, „könnyen felidegesedő”, „nemtörődöm” és „nárcisztikus” volt. Gyakran zaklatta, amiért „nőiességet és queerséget” mutatott gyerekkorában. Gyerekkoráról apja gyakran osztott meg különböző, lekicsinylőnek szánt anekdotákat róla, például hogy „melegen és kicsit autistaként született”, illetve „gyakran kiválasztott nekem ruhákat, és azt mondta, hogy »mesés!«”. Wilson ezeket tagadja, szerinte az apja csak egy „camp” meleg férfiként akarta feltüntetni. Wilson szülei 2008-ban elváltak, osztottan nevelték fel gyerekeiket. Wilson a Crossroads School tanulója volt.

### Neme
Wilson Instagramon osztotta meg, hogy transznemű. Egy 2025-ben a Teen Vogue-nak interjúban kijelentette, hogy bánja, hogy ezt nem mondta el anyjának először. A hírek szerint Justine kifejezetten támogatta a lányát, és nem volt meglepődve, mikor először hallotta a hírt. Apja nem támogatta, és hónapokig nem beszélt vele coming outja után, de szüksége volt beleegyezésére, hogy megkezdhesse tesztoszteron blokkoló gyógyszerei vételét és hormonterápiáját. Wilson 2020-ban kezdett el gyógyszereket szedni gender diszfóriája kezelésére, amelyet apja eleinte nem támogatott, de ekkor Wilson már önmaga megpróbálta magát távol tartani apjától.
2022 júniusában, 18 éves korában, hivatalosan is megváltoztatta nevét, elhagyva a Musk vezetéknevet, felvéve anyjáét, illetve nemét a Los Angeles-i fellebbviteli bíróságon. A kérvényében kijelentette, hogy nem akar Muskhoz semmiféle kötődéssel rendelkezni.

## Aktivizmus és politikai nézetek
2025-ben, mikor a Teen Vogue címlapján szerepelt, a magazin azt írta Wilsonról, hogy „rendkívüli módon online”, és „nagyon jól csinálja”. Gyakran felszólal a transznemű emberek jogaiért, amiről kijelentette, hogy úgy érzi, „kötelességem beszélni”. Az amerikai politika helyzetéről 2025-ban azt nyilatkozta, hogy „rémítő”. Sokat beszélt politikai nézeteiről, önmagát baloldalinak nevezve, de megtagadta a marxista megnevezést. Támogatja a feltétel nélküli alapjövedelem bevezetését, az ingyenes egészségügyi ellátást, a vagyoni egyenlőtlenség csökkentését, illetve véleménye szerint az étel, a víz és a menedék emberi jog. Mikor megkérdezték, hogy gyerekkora befolyásolta-e politikai nézeteit, azt válaszolta, hogy „az ilyen típusú – extravagáns – vagyont látni első kézből, miközben Los Angelesben élsz és látod a nagy hajléktalanproblémát, a vagyoni különbséget... elkezdesz gondolkodni, hogy ez mennyire fair”.
Wilson gyakran kritizálta Muskot. A 2024-es amerikai elnökválasztás után kijelentette, hogy a jövőben el tervezi hagyni az Egyesült Államokat. Musk náci karlendítését követően Trump beiktatása után, WIlson kijelentette, hogy nincs értelme megkérdőjelezni, hogy tényleg annak szánta-e, mert egyértelműen az volt.

## Magánélet
Wilson jelenleg Tokióban él és tanul. Népszerűsége növekedése előtt fordítóként tervezett dolgozni, francia, spanyol és japán nyelvet is tanult. Azóta több más lehetősége is volt, többek között streamelés a Twitchen, modellkedés. Anyjával jó kapcsolatban van. Négy testvére van: ikertestvére Griffin, illetve a fiatalabb hármasikrek, Kai, Saxon és Damian. Ezek mellett apjának még nyolc további gyermeke van három másik nőtől.

### Walter Isaacson Musk-életrajzának kritizálása
Wilson kritizálta Walter Isaacson Elon Musk című életrajzát, amiről azt mondta, hogy pontatlan és igazságtalan rá nézve. A könyvben Wilsonról azt írja Isaacson, hogy egy „dühös, lázadó gyermek, akit elvakít a radikális antikapitalista ideológia, és aki döntéseivel apját bántotta”. A könyvben ezek mellett Jenna néven hivatkoztak rá. Isaacson azt nyilatkozta, hogy a könyvben leírt kijelentéseinek forrása Christiana Musk volt, Elon testvére, Kimbal Musk felesége. Soha nem lépett kapcsolatba Wilsonnal a könyvvel kapcsolatban, de Isaacson kijelentette, hogy egy családtagon keresztül megpróbált. Wilson ezt tagadta, azt mondva, hogy a könyv „egyértelműen rágalmazó”, mert kihagyott bármilyen információt az ő oldaláról, hogy a gyermekkorát indokként tüntesse fel arra, hogy apja miért kezdett el szélsőjobboldali politikai nézeteket osztani. Wilson kijelentette, hogy Isaacsonnak egyértelműen volt egy „narratívája a könyv írása közben, amely Elon jó színben való feltüntetése volt, vagy hogy sokkal összetettebbnek tűnjön, mint ami. Ha ezt elérje, kellett neki egy főgonosz, aki a transznemű tini lett, hogy úgy mutathassa be a kapcsolatot, mintha annak két logikus oldala lenne.”

### Kapcsolata apjával
Wilson azt mondta apjáról, hogy egy „szánalmas gyerekes férfi”, és 2020-as coming outja óta pénzügyileg független tőle.
2022 októberében Musk azt nyilatkozta, hogy a „neo-marxista” befolyások miatt nem beszél már lányával, amelyet egy meg nem nevezett „elit egyetem” okozott, amelyre járt. Egy 2024. júliusi interjúban Jordan Petersonnal Musk negatívan beszélt lánya nemváltásáról és régi nevén nevezte. Azt mondta, hogy átverték, hogy engedélyezze lánya hormonterápiáját, mivel a kaliforniai jog szerint jóvá kellett hagynia azt, mert Wilson kiskorú volt. Musk szerint lányát megölte „woke agyvírus”, amelynek „elpusztítására” Wilson transzneműsége motiválta. Walter Isaacson életrajzában Musk azt nyilatkozta, hogy Wilson nemváltása okozta részben szélsőjobboldali nézeteit. Wilson erre azzal válaszolt, hogy ez mindössze egy „kényelmes narratíva”.
Grimes, Musk korábbi partnere megvédte Wilsont és támogatta az évek során, büszke rá.